# David Jeffrey
David Jeffrey (Newtownards, 28 ottobre 1962) è un allenatore di calcio ed ex calciatore nordirlandese, di ruolo centrocampista.

## Palmarès

### Giocatore

#### Competizioni nazionali
- Campionato nordirlandese: 6

Linfield: 1982-1983, 1983-1984, 1984-1985, 1985-1986, 1986-1987, 1988-1989
- Irish Football League Cup: 2

Linfield: 1986-1987
Ards: 1994-1995
- County Antrim Shield: 2

Linfield: 1982-1983, 1983-1984
- Gold Cup (Irlanda del Nord): 5

Linfield: 1983-1984, 1984-1985, 1987-1988, 1988-1989, 1989-1990
- Ulster Cup: 1

Linfield: 1984-1985

### Allenatore

#### Competizioni nazionali
- Campionato nordirlandese: 9

Linfield: 1999-2000, 2000-2001, 2003-2004, 2005-2006, 2006-2007, 2007-2008, 2009-2010, 2010-2011, 2011-2012
- Irish Cup: 7

Linfield: 2001-2002 2005-2006, 2006-2007, 2007-2008, 2009-2010, 2010-2011, 2011-2012
- Irish Football League Cup: 7

Linfield: 1997-1998, 1998-1999, 1999-2000, 2001-2002, 2005-2006, 2007-2008
Ballymena United: 2016-2017
- IFA Charity Shield: 1

Linfield: 2000
- County Antrim Shield: 6

Linfield: 1997-1998, 2000-2001, 2003-2004, 2004-2005, 2005-2006 , 2013-2014
- Floodlit Cup: 1

Linfield: 1997-1998

#### Competizioni internazionali
- Setanta Sports Cup: 1

Linfield: 2005